# Childstar
Childstar (estilizado en mayúsculas) es el séptimo álbum de estudio de la cantante mexicana Danna, publicado el 11 de abril de 2024 por Universal Music México. Es el primer material discográfico de la cantante publicado bajo el nombre de Danna.
Consta de trece canciones y podría considerarse su primer álbum completamente en solitario, con la única excepción de la participación de Steve Aoki, quien únicamente estuvo involucrado en la producción. Además, se lanzaron cuatro versiones en vinilo, marcando la primera vez que presenta su música en este formato.

## Antecedentes
Danna lanzó su sexto álbum de estudio, K.O, el 13 de enero de 2021, con un gran éxito comercial y de crítica. El mismo año, lanzó varios sencillos, «Mía», «Kaprichosa», «A un beso» y «Cachito». K.O fue nominado a un premio Grammy Latino en la 22.ª entrega anual de los premios Latin Grammy el 18 de noviembre de 2021.
El 11 de agosto de 2022, Danna lanzó el primer sencillo del álbum, «XT4S1S».Meses después inició su XT4S1S TOUR por México, Estados Unidos, España y Centroamérica durante la cual lanzó el segundo sencillo de su álbum «1Trago». Esta canción formaba parte del repertorio del tour, aunque inicialmente no estaba previsto que se lanzara como sencillo. Sin embargo, debido a la intensa movilización de los fanáticos, Danna decidió grabar el videoclip los días 23 y 24 de febrero de 2023 en el Auditorio Nacional, presentando una nueva versión de la composición. Finalmente, el 14 de abril de 2023, el sencillo se lanzó de manera oficial.
El 5 de julio de 2023, en un evento privado de Amazon Music México, Danna anunció el tercer sencillo del álbum, «Tenemos que hablar». El sencillo se estrenó oficialmente el 3 de agosto de 2023 y fue promocionado durante la fase internacional del XT4S1S TOUR. El videoclip del sencillo se lanzó el 14 de agosto de 2023 y en éste se dio la primera pista del nombre del álbum.
El 24 de septiembre de 2023, se desvela la portada de Rolling Stone en Español en donde Danna es parte, en la entrevista ella declaró lo que contiene su próximo álbum sin dar muchos detalles pero explicando lo que es para ella.

“La inspiración de este álbum viene de toda esa oscuridad que salió desde la alcantarilla. Es muy fuerte y muy sanador haberlo convertido en algo luminoso, en mucho trabajo, muchísimo trabajo personal”.
Danna para Rolling Stone en Español.

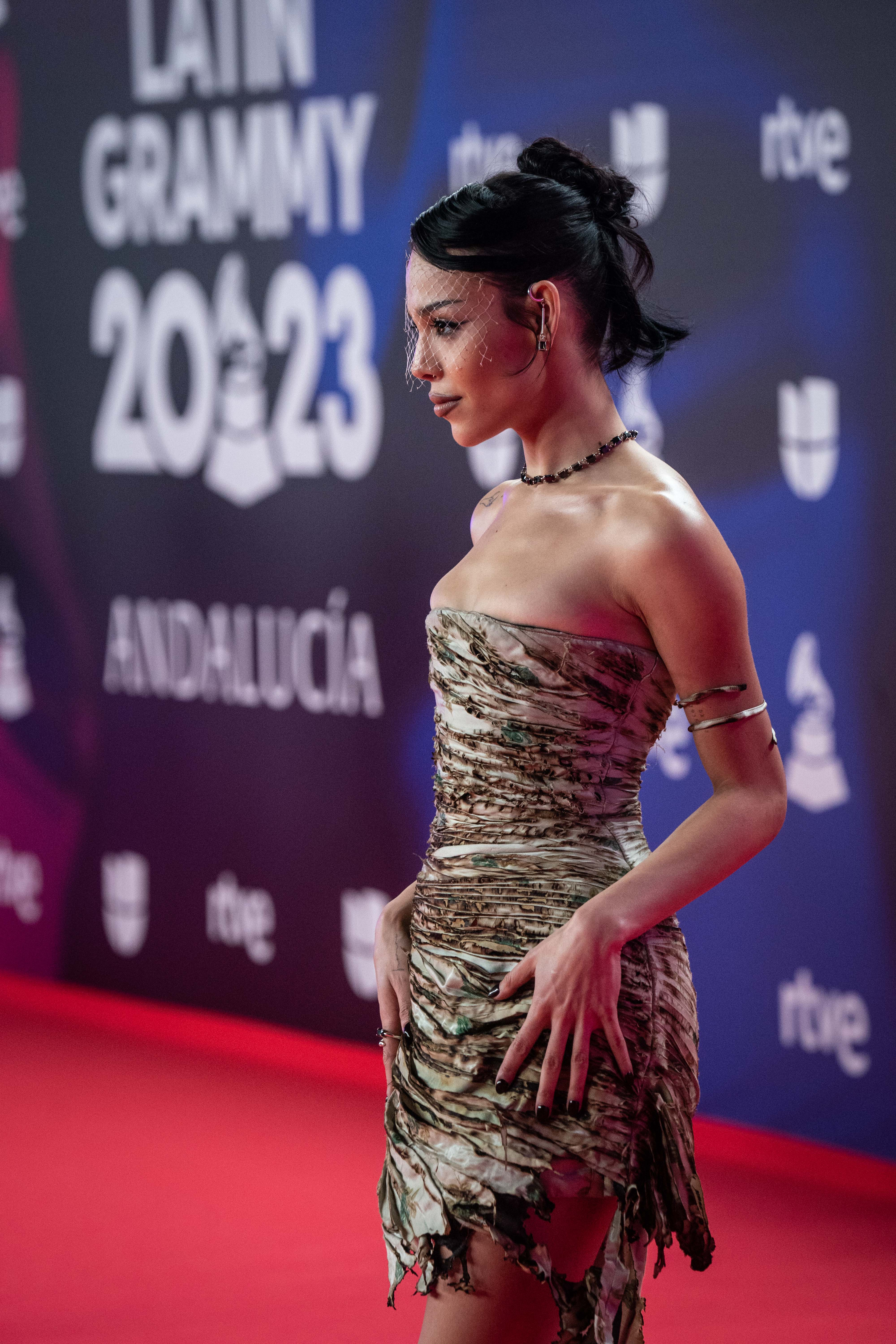
Danna en la en la alfombra roja de la 24.ª edición anual de los premios Latin Grammy.

El 13 de noviembre de 2023, en la alfombra roja de 'Santalucía Universal Music Week' Danna informó mediante una entrevista con Billboard que su séptimo trabajo discográfico ya había finalizado y que para cerrar el año iba a lanzar un próximo/último sencillo que formaría parte de ese mismo.Días después, en la alfombra roja de la 24.ª edición anual de los premios Latin Grammy el 16 de noviembre de 2023, Danna lució un vestido con detalles quemados de la marca Tiempos. Ella junto a su equipo, suben una historia de Instagram que se veían llamas de fuego, insinuando a que el look estaba relacionado con su próximo sencillo.            
El 20 de noviembre de 2023, a través de sus redes sociales, Danna publicó una imagen de una estrella envuelta en llamas. Al día siguiente, el 21 de noviembre de 2023, confirmó el lanzamiento de su cuarto sencillo del álbum «Aún te quiero», el cual fue oficialmente lanzado el 23 de noviembre de 2023.  
El 12 de febrero de 2024, Danna anunció por las redes sociales su gira DANNA L¡VE, por la que los fanáticos especularon que Danna estaba a punto de anunciar su próximo álbum para promocionar con dicha gira. 
El 4 de marzo de 2024, Danna mediante redes sociales subió una serie de estrellas formando la palabra "Cuando las estrellas se vuelvan a alinear". El 12 de marzo, Danna mediante historias de Instagram subió un video con el enlace de la página web oficial en donde te podías registrar para noticias de la cantante y se llegaba a ver un reloj que marcaba las 12:00. El 13 de marzo de 2024, Danna mediante sus redes sociales subió un video y en el pie del posteo aparecía «Lucky to be a star, so why am I falling? ☆ -6», la página web oficial se actualizó con un reloj de cuenta atrás que finalizaba en 6 horas. Horas más tarde, anunció el nombre del álbum en sus redes sociales, revelando también la portada del álbum y la fecha de lanzamiento. El 30 de marzo de 2024, minutos luego de su concierto en Monterrey, Danna publicó la lista de canciones del álbum en sus perfiles de redes sociales, revelando una canción con el productor Steve Aoki.El 11 de abril de 2024, se estrena oficialmente Childstar en todas las plataformas digitales. Ese mismo día se anuncian los formatos en CD y vinilo a la venta. 

## Lanzamiento y promoción
Childstar fue lanzado mundialmente el 11 de abril de 2024 por Universal Music México. A pocos días del lanzamiento, Danna realizó promoción en Colombia, Perú, Chile y Argentina, participando en diversos programas de radio y entrevistas. 

### Portada
La portada del álbum, tomada por Bryan Flores, muestra a Danna cayendo por un hoyo y se ven figuras rodeándola agarrándola mientras ella trata de escapar. Danna reveló que tuvo un sueño en donde ella se caía por una coladera, donde ella se volteaba a ver hacia arriba y no poder salir de allí. Y es ahí donde dice que el hoyo donde cayó es la oscuridad más grande que ha vivido, también muestra como empodero esa oscuridad, aunque al mismo tiempo fue muy aterrador encontrarse con muchos monstruos y fantasmas de su persona y su pasado. 
Danna confesó en una entrevista que en noviembre de 2023 realizó una sesión de fotos para el álbum que no resultó como esperaban, lo que llevó a la necesidad de repetirla por completo.

### Sencillos
«XT4S1S» fue lanzado como el sencillo principal del álbum el 12 de agosto de 2022. La canción alcanzó la posición número 16 en la lista México Songs de Billboard y el número 24 en la lista Latin Pop Airplay.La canción fue lanzada mientras Danna estaba de viaje en Perú y fue reproducida en los televisores del avión. Junto con Universal Music, promocionó el sencillo en diversos medios de prensa y la interpretó por primera vez el 13 de agosto de 2022 en el Festival Juntos en Concierto. Además, se creó un trend de baile en TikTok que tuvo un buen rendimiento, y Danna animó a las personas a crear su propio verso, lo que generó un gran interés y llevó a varios cantantes a unirse al trend. El video oficial fue lanzando el 25 de agosto de 2022.
«1Trago» fue lanzado como el segundo sencillo del álbum el 14 de abril de 2023, junto al video oficial.  
«Tenemos que hablar» fue lanzado como el tercer sencillo del álbum el 14 de agosto de 2023.
«Aún te quiero» fue lanzado como el cuarto sencillo del álbum el 23 de noviembre de 2023.
«Atari» fue lanzado el 23 de abril de 2024 junto a su video musical como el primer sencillo promocional de Childstar.
«Platonik» fue lanzado como el sexto sencillo del álbum, el 5 de septiembre de 2023, junto con una versión speed up e instrumental de la misma.

### Presentaciones en vivo
Danna se presentó en la 14.ª edición de los premios Kids' Choice Awards México el 27 de agosto de 2022 con «XT4S1S». Volvió a interpretar la canción en la ceremonia de la 8.ª edición de los premios Latin American Music el 20 de abril de 2023.
El 20 de julio, Danna canto en la ceremonia de los Premios Juventud, con la canción «1Trago», siendo esta la primera vez cantándola. El 30 de agosto, una presentación de la canción «Tenemos que hablar» fue estrenada vía Youtube. Fue filmado en una Amazessions, en Ciudad de México el 6 de julio, con la presencia de mil fanáticos.
El 14 de marzo de 2024, Danna canto en una presentación de MAC Cosmetics únicamente tres canciones del álbum, «XT4S1S», «Tenemos que hablar» y «Aún te quiero», esta última fue la primera vez cantándola. El 13 de julio de 2024, Danna se presentó en los MTV MIAW Awards haciendo un medley de cinco canciones de Childstar, siendo estas: «The Fall», «Blackout», «Platonik», «Atari» y «VTR3».

### Gira
En agosto de 2022, junto con el primer sencillo del álbum, Danna anunció la gira XT4S1S TOUR, la cual sirvió de promoción para los primeros 3 sencillos del álbum.
En febrero de 2024, se anunció la gira DANNA LIVE para promocionar el álbum completo.

### Documental
Para dar más información acerca de la creación del álbum y entender el concepto del mismo, Danna estrenó una película documental, «Danna: Tenemos que hablar», a través del servicio de streaming Disney+, estrenandose el 27 de noviembre de 2024.
En el documental Danna además presenta números musicales de canciones de Childstar, siendo «THE FALL», «ATARI», «TENEMOS QUE HABLAR », «BLACKOUT», «222» y «AMANECER» las seleccionadas.

## Historial de lanzamiento
| Región         | Fecha                | Formato(s)                    | Edición  | Sello(s) discográfico(s) | Ref.   |
| -------------- | -------------------- | ----------------------------- | -------- | ------------------------ | ------ |
| Varios         | 11 de abril de 2024  | CD descarga digital streaming | Estándar | Universal Music México   | [ 21 ] |
| México         | 6 de junio de 2024   | vinilos                       | Estándar | Universal Music México   | [ 22 ] |
| Colombia       | 12 de junio de 2024  | CD                            | Estándar | Universal Music Colombia | [ 23 ] |
| Estados Unidos | 12 de julio de 2024  | vinilos                       | Estándar | Universal Music Latino   | [ 24 ] |
| Varios         | 21 de agosto de 2024 | CD vinilos                    | Estándar | Universal Music Group    | [ 25 ] |

## Lista de canciones
Danna participa en la composición y producción de la mayoría de canciones.
| Childstar |                         | |                                                                 |          |  |
| N.º       | Título                  | Escritor(es) | Productor(es)                                                   | Duración |  |
| 1.        | «The Fall»              | Alexander Hoyer, Benjamin Alerhand Sissa, Danna Paola, Felix Lara, Manuel Lara, Nicole Horts                    | Danna Paola, Alexander Hoyer, Manuel Lara                       | 2:27     |  |
| 2.        | «Blackout»              | Alexander Hoyer, Danna Paola, Gabrielle Rodgers, Javier Falquet Moragues, Nolan Lambroza, Samantha Maria Camara | Danna Paola, Manuel Lara, Alexander Hoyer                       | 2:28     |  |
| 3.        | «XT4S1S»                | Danna Paola, Alexander Hoyer                                                                                    | Danna Paola, Alexander Hoyer                                    | 3:39     |  |
| 4.        | «Atari»                 | Alexander Hoyer, Benjamin Alerhand Sissa, Danna Paola, Manuel Lara, Nicole Horts                                | Danna Paola, Manuel Lara, Alexander Hoyer                       | 2:56     |  |
| 5.        | «222»                   | Alexander Hoyer, Danna Paola, Felix Lara, Manuel Lara                                                           | Danna Paola, Manuel Lara, Alexander Hoyer                       | 2:45     |  |
| 6.        | «Platonik»              | Danna Paola, Brandon Cores, Manuel Lara                                                                         | Danna Paola, Manuel Lara                                        | 2:41     |  |
| 7.        | «VTR3»                  | Alexander Hoyer, Benjamin Alerhand Sissa, Danna Paola, Nicole Horts                                             | Danna Paola, Alexander Hoyer                                    | 2:27     |  |
| 8.        | «1Trago»                | Albert Hype, Elena Rose, Manuel Lara, Ben Aler, Danna Paola                                                     | Manuel Lara, Albert Hype                                        | 3:20     |  |
| 9.        | «Amor ácido»            | Danna Paola, Manuel Lara, Alexander Hoyer                                                                       | Danna Paola, Manuel Lara, Alexander Hoyer                       | 3:01     |  |
| 10.       | «Tenemos que hablar»    | Manuel Lara, Benjamin Alerhand Sissa, Brandon Cores, Christopher Ramos Carballo, Danna Paola                    | Danna Paola, Manuel Lara                                        | 3:10     |  |
| 11.       | «Aún te quiero»         | Manuel Lara, Benjamin Alerhand Sissa, Danna Paola, Elena Rose, Zabdiel de Jesús                                 | Manuel Lara                                                     | 3:26     |  |
| 12.       | «Amanecer»              | Danna Paola, Benjamin Alerhand Sissa, Gaby Morales, Manuel Lara, Omar Apollo                                    | Manuel Lara, Brandon Cores                                      | 3:23     |  |
| 13.       | «VTR3» (con Steve Aoki) | Danna Paola, Alexander Hoyer, Benjamin Alerhand Sissa, Max Styler, Nicole Horts, Steve Aoki                     | Steve Aoki, Oplus, The Best Soundz, Alexander Hoyer, Max Styler | 3:46     |  |
| 39:28     |                         | |                                                                 |          |  |

Notas
- El nombre de todas las canciones está estilizado en mayúsculas.

## Certificaciones
| País   | Organismo certificador | Certificación | Ventas certificadas | Ref.   |
| ------ | ---------------------- | ------------- | ------------------- | ------ |
| México | AMPROFON               | Platino       | 140 000             | [ 26 ] |

## Posicionamiento en listas
| Listas (2024)                     | Mejor posición |
| --------------------------------- | -------------- |
| Estados Unidos (Latin Pop Albums) | 16             |